# Smorjiv, Radehiv
Smorjiv (în ucraineană Сморжів) este localitatea de reședință a comunei Smorjiv din raionul Radehiv, regiunea Liov, Ucraina.

## Demografie
Componența lingvistică a localității Smorjiv
     Ucraineană (99,79%)
     Alte limbi (0,11%)
Conform recensământului din 2001, majoritatea populației localității Smorjiv era vorbitoare de ucraineană (99,79%), existând în minoritate și vorbitori de alte limbi.